# Struma-Gletscher
Der Struma-Gletscher (bulgarisch ледник Струма lednik Struma) ist ein 4,8 km langer und 1,5 km breiter Gletscher im Osten der Livingston-Insel im Archipel der Südlichen Shetlandinseln. Er grenzt im Norden an den Melnik Ridge, das Yankov Gap im Westen sowie den Bowles Ridge im Süden und fließt ostwärts zur Moon Bay, die er südlich des Sindel Point und nördlich des Elemag Point erreicht.
Bulgarische Wissenschaftler kartierten ihn im Zuge von Vermessungen der Tangra Mountains zwischen 2004 und 2005 sowie im Jahr 2009. Die bulgarische Kommission für Antarktische Geographische Namen benannte ihn 2004 nach dem Fluss Struma im Südwesten Bulgariens.